# 列文虎克环形山

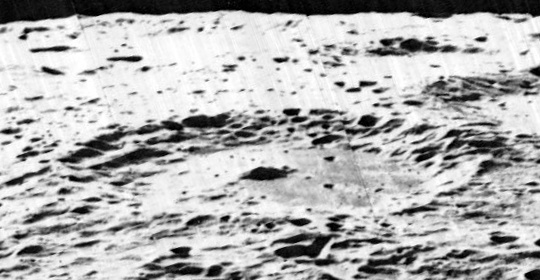
月球轨道器5号拍摄的西向斜视图

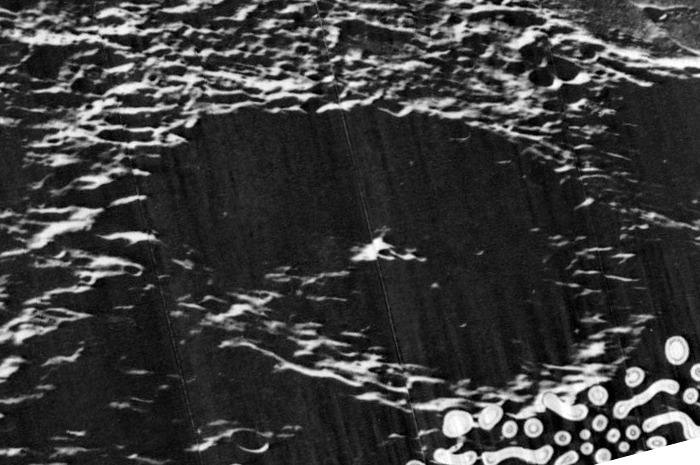
月球轨道器5号拍摄的另一幅西向斜视图

列文虎克环形山（Leeuwenhoek）是月球背面南半球一座古老的大撞击坑，约形成于酒海纪，其名称取自荷兰博物学家、显微镜设计师安东尼‧菲利普斯‧范‧列文虎克（1632年-1723年），1970年被国际天文学联合会正式批准接受。

## 描述
该陨坑西侧毗邻伯克兰环形山；西北靠近范德格拉夫环形山和拿索环形山；伦福德环形山位于它的东面；
南面横亘着莱布尼兹环形山；奥尔洛夫环形山坐落在东北；东南分别有奥本海默环形山和戴维孙环形山，列文虎克环形山的西南偏西则是智海。该陨坑的中心月面坐标为29°18′S 178°42′W / 29.3°S 178.7°W，直径125公里，深度2.9公里。
列文虎克环形山的外侧边缘已磨损和侵蚀，形成一圈环坑底的崎岖山脊。陨坑西侧和南侧内壁较宽，坑壁平均高出周边地形1620米，内部容积约有16600立方千米。坑底地表凹凸不平，但东北部覆盖着幽暗的玄武质熔岩，偏东北有一对醒目的小陨坑和数个细小的陨洞；中心处坐落着一座庞大的中央峰。列文虎克环形山部分重叠在东北的卫星坑列文虎克 E上。

## 卫星陨石坑
按惯例，最靠近列文虎克环形山的卫星坑在月图上以字母标注在该坑中心点的旁边。

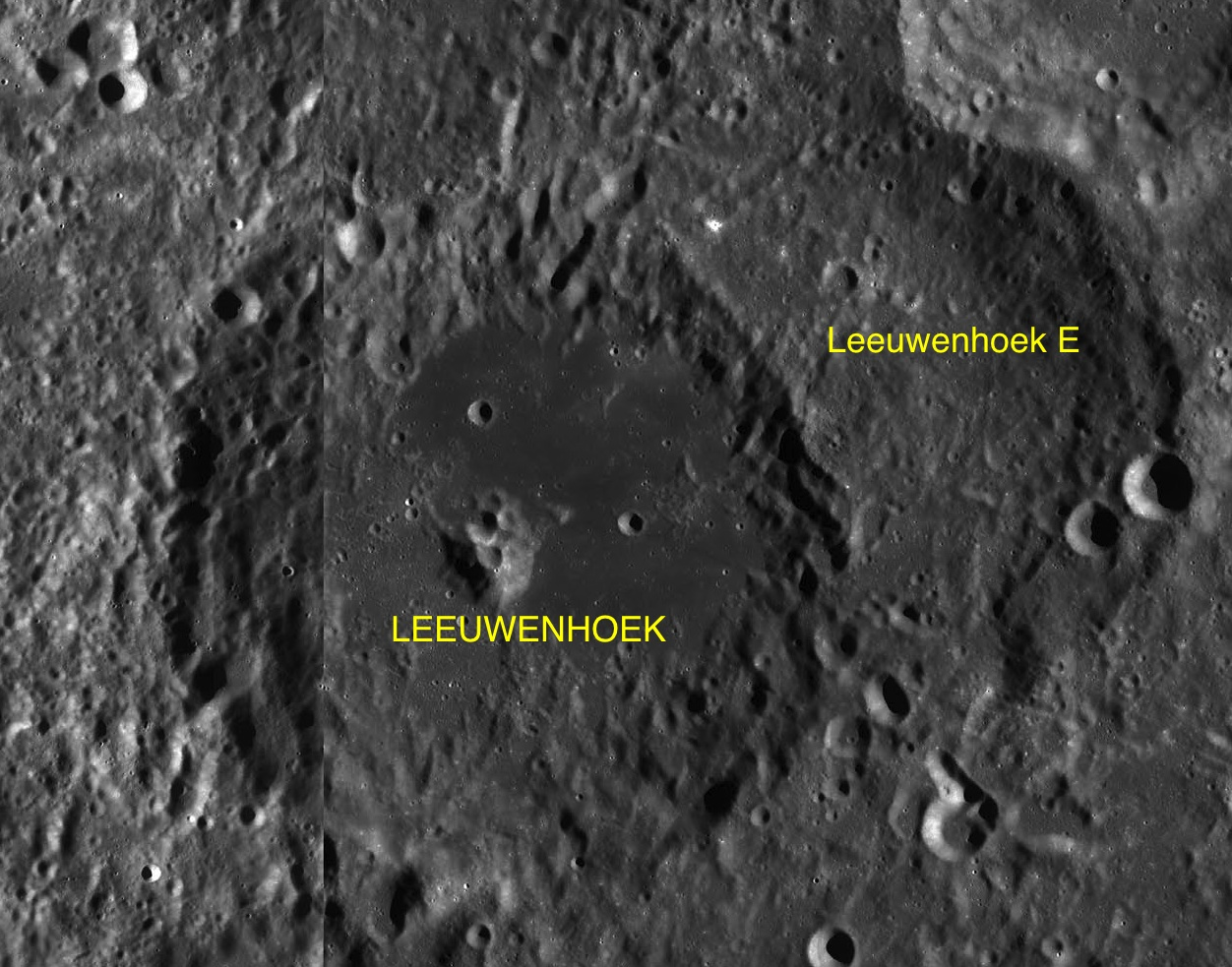
LAC-04 月图

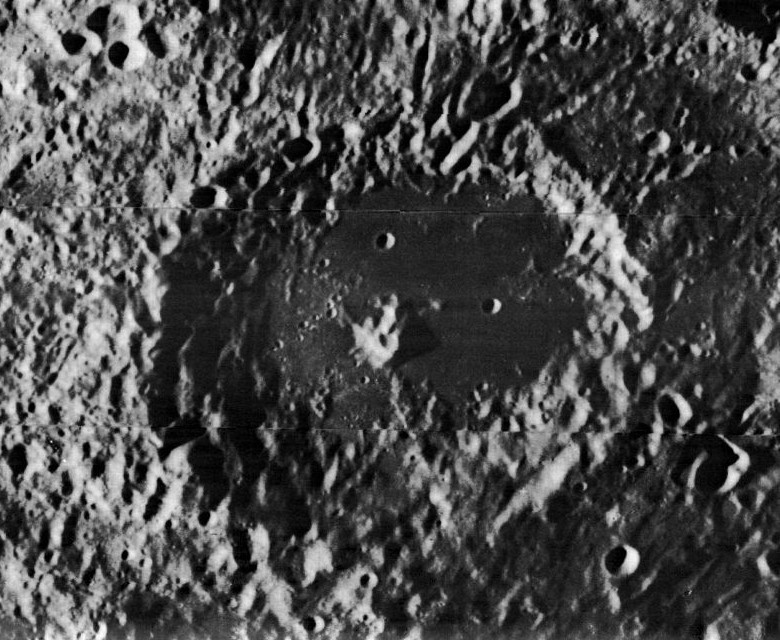
月球轨道器2号拍摄的照片

| 列文虎克 | 纬度    | 经度     | 直径     |
| -------- | ------- | -------- | -------- |
| E        | 28.2° S | 176.7° W | 117 公里 |

- 卫星坑列文虎克 E形成于前酒海纪[1]。

## 另请参阅
- Andersson, L. E.; Whitaker, E. A. . NASA RP-1097. 1982.
- Blue, Jennifer. . USGS. July 25, 2007  [2007-08-05]. （原始内容存档于2012-04-08）.
- Bussey, B.; Spudis, P. . New York: Cambridge University Press. 2004. ISBN 978-0-521-81528-4.
- Cocks, Elijah E.; Cocks, Josiah C. . Tudor Publishers. 1995. ISBN 978-0-936389-27-1.
- McDowell, Jonathan. . Jonathan's Space Report. July 15, 2007  [2007-10-24]. （原始内容存档于2012-05-26）.
- Menzel, D. H.; Minnaert, M.; Levin, B.; Dollfus, A.; Bell, B. . Space Science Reviews. 1971, 12 (2): 136–186. Bibcode:1971SSRv...12..136M. doi:10.1007/BF00171763.
- Moore, Patrick. . Sterling Publishing Co. 2001. ISBN 978-0-304-35469-6.
- Price, Fred W. . Cambridge University Press. 1988. ISBN 978-0-521-33500-3.
- Rükl, Antonín. . Kalmbach Books. 1990. ISBN 978-0-913135-17-4.
- Webb, Rev. T. W.  6th revised. Dover. 1962. ISBN 978-0-486-20917-3.
- Whitaker, Ewen A. . Cambridge University Press. 1999. ISBN 978-0-521-62248-6.
- Wlasuk, Peter T. . Springer. 2000. ISBN 978-1-85233-193-1.